# ФК Етцела
ФК Етцела (на люксембургски: Foussballclub Etzella Ettelbruck) е футболен клуб от град Етелбрук, Люксембург. Основан на 21 януари 1917 година. Състезава се в Националната дивизия на Люксембург (най-висшето ниво на футбола в Люксембург). Играе срещите си на стадион „Ам Дейх“ в Етелбрук с капацитет 2020 зрители.

## Успехи
- Национална дивизия на Люксембург (Висша лига):
  -  Вицешампион (2): 2004/05, 2006/07
  -  Бронзов медал (1): 2005/06
- Купа на Люксембург:
  -  Носител (1): 2000/01
  -  Финалист (3): 2002/03, 2003/04, 2018/19

## Предишни имена
| Години  | Име                |
| ------- | ------------------ |
| 1917    | ФК Етцела Етелбрук |
| 1940    | ФК Етелбрюк        |
| от 1944 | ФК Етцела Етелбрук |